# Kostoľany pod Tribečom
Kostoľany pod Tribečom (Hongaars: Gímeskosztolány) is een Slowaakse gemeente in de regio Nitra, en maakt deel uit van het district Zlaté Moravce.
Kostoľany pod Tribečom telt 376 inwoners.